# 極速TURBO
《渦輪方程式》是一部2013年3D動畫電影，由美國夢工場動畫公司製作，由加拿大籍的大衛·蘇倫執導。電影上映之後，電視系列《渦輪方程式：絕技快攻隊》於2013年12月在Netflix推出，以及在Cartoon Network播映。

## 劇情
一隻名叫Turbo的蝸牛，一直夢想可以參加印第安納波利斯500英里大賽。在一次被吸進汽車引擎的意外之後，车内的氮氧加速系统让它的DNA发生基因突变，让它化身成為一隻有超能力，速度極高的蝸牛。

## 角色

### 介紹
蝸寶（Turbo）
一隻梦想成为赛车手的蜗牛。在一次意外中被吸入汽车引擎，引擎中的氮气加速系统改变了他的身体，让他成为一只有着赛车速度的突变蜗牛。
傑特（Chet）
蝸寶的哥哥，思想保守，但是十分保护弟弟。
提多（Tito Lopez）
墨西哥卷饼餐车的司机，梦想把哥哥的卷饼推销到全世界。
道理哥（Smoove Move）
蝸牛鬥快比賽的成員。
飆風姐（Burn）
蝸牛鬥快比賽唯一的女性成員，後成為傑特的伴侶。
佩佩（Paz）
汽車維修店的老闆，為了振興星光商場而出資讓蝸寶參賽。
鞭策（Whiplash）
蝸牛領袖。在蝸寶出現之前一直是蝸牛鬥快比賽的冠軍兼領導人。
安傑羅（Angelo Lopez）
提多的哥哥，墨西哥捲餅專賣店"兄弟捲餅"的老闆。
漢哥（Guy Gagné）
法裔加拿大籍的賽車冠軍。好勝心極強的傢伙，為了贏出比賽可以不擇手段。
巴比（Bobby）
山谷模型店的店主，為了振興星光商場而出資讓蝸寶參賽。
金婆婆（Kim-Ly）
金婆婆美甲店的店主，是整個商場最老店主。為了振興星光商場而出資讓蝸寶參賽。
滑仔（Skidmark）
蝸牛鬥快比賽的成員。
白影（White Shadow）
蝸牛鬥快比賽的成員。

### 配音
| 配音                 | 配音   | 配音   | 配音   | 角色                                             |
| 英版                 | 台版   | 港版   | 陸版   | 角色                                             |
| -------------------- | ------ | ------ | ------ | ------------------------------------------------ |
| 萊恩·雷諾斯          | 嚴爵   | 陸永   | 韓寒   | 蝸寶（Turbo）                                    |
| 保罗·吉亚玛提        | 符爽   | C君    | 夏雨   | 傑特（Chet）                                     |
| 迈克尔·佩纳          | 夏治世 | 邱廷輝 | 李正翔 | 提多（Tito Lopez）                               |
| 史努比狗狗           | 夏治世 | 蘇裕邦 |        | 道理哥（Smoove Move）                            |
| 瑪雅·魯道夫          | 小甜甜 | 劉惠雲 |        | 飆風姐（Burn）                                   |
| 米歇尔·罗德里格兹    | 汪世瑋 | 周恩恩 |        | 佩佩（Paz）                                      |
| 森姆·積遜            | 陳宗岳 | 高翰文 |        | 鞭策（Whiplash）                                 |
| 路易斯·古茲曼        | 林谷珍 | 葉振聲 | 張欣   | 安傑羅（Angelo Lopez）                           |
| 比爾·哈德            | 陳幼文 | 高翰文 | 陈坤   | 漢哥（Guy Gagné）                                |
| 理查德·詹金斯        | 李世揚 | 李家輝 |        | 巴比（Bobby）                                    |
| 郑肯                 | 曹冀魯 | 李家傑 |        | 金婆婆（Kim-Ly）                                 |
| 本·施瓦茨            | 張景祥 | 何承駿 |        | 滑仔（Skidmark）                                 |
| Kurtwood Smith       |        |        |        | （Indianapolis Motor Speedway CEO）              |
| Michael Patrick Bell | 宋克軍 | 羅偉亮 |        | 白影（White Shadow）                             |
| 達里奧·弗朗奇蒂      |        |        |        | （Scottish Anchor）                              |
| 威爾·波爾            |        |        |        | （Australian Anchor）                            |
| 马里奥·安德烈蒂      |        |        |        | （Indianapolis Motor Speedway Traffic Director） |
| 保羅·佩奇            |        |        |        | （Announcer #1）                                 |
| 克里斯·帕內爾        |        |        |        | （Announcer #2）                                 |
| 保羅·杜利            |        |        |        |                                                  |

## 製作
夢工場動畫跟印第安納波利斯500的主辦單位印第賽車合作，在電影中重現印第安納波利斯賽車場。四屆印第賽車總冠軍Dario Franchitti是電影的技術顧問，提供有關蝸牛Turbo在賽事中的觀點的相關建議。

## 评价
烂番茄新鲜度为64%，平均得分6分；Metacritic上媒体专业综评59分；在CinemaScore上18岁以下观众打分"A+"，好评占多数。

## 票房
美国首周末收获2150万美圆名列第三位。

## 外部連結
- 官方网站
- 互联网电影数据库（IMDb）上《極速TURBO》的资料（英文）
- 大卡通資料庫上《極速TURBO》的資料（英文）

- 豆瓣电影上《極速TURBO》的資料 （简体中文）
- Box Office Mojo上《極速TURBO》的資料（英文）
- 爛番茄上《極速TURBO》的資料（英文）
- Metacritic上《極速TURBO》的資料（英文）
- AllMovie上《極速TURBO》的资料（英文）